# Lithocarpus fenzelianus
Lithocarpus fenzelianus är en bokväxtart som beskrevs av Aimée Antoinette Camus. Lithocarpus fenzelianus ingår i släktet Lithocarpus och familjen bokväxter.
Artens utbredningsområde är Hainan (Kina). Inga underarter finns listade.